# Jean Overton Fuller
Pour les articles homonymes, voir Fuller.
Jean Overton Fuller (7 mars 1915 - 8 avril 2009) est un écrivain britannique. Elle est connue surtout pour avoir écrit, sous le titre Madeleine, l'histoire de Noor Inayat Khan, l'espionne indienne qui aida la résistance en France dans le cadre du service secret britannique Special Operations Executive, en tant qu'opérateur radio du réseau PHONO de la section F.
Fuller est diplômée de l'Université de Londres.
Jean Overton Fuller est une amie personnelle de la famille Inayat Khan. Durant la Seconde Guerre mondiale, elle est employée au Bureau de la censure postale à Londres.
À la fin des hostilités, elle voyage beaucoup à travers l'Europe pour interviewer différentes personnes en relation avec la vie tragique de Noor. Le livre qui en résulte, Madeleine, est publié en 1952.
Après la publication de Madeleine, Fuller poursuit ses recherches sur l'histoire des réseaux français du Special Operations Executive pendant la Seconde Guerre mondiale. Elle interviewe de nombreuses personnes concernées, britanniques, françaises et allemandes, de façon à déterminer les responsabilités dans la trahison de Noor et de ses amis. Ses conclusions sont publiées en 1958 dans Double Webs.
Miss Fuller est l'auteur de plusieurs autres biographies, notamment celle du peintre Francis Bacon, et d'un livre exposant sa thèse sur la véritable identité de Jack l'éventreur, selon elle le peintre anglais Walter Richard Sickert.

## Œuvres
- Madeleine, Victor Gollancz, 1952 ; réimpression, 1971 ; réédition de cette biographie de Noor Inayat Khan, avec des chapitres nouveaux (notamment une présentation complète du Sultan Tipu, ancêtre de Noor), East-West Publications, Rotterdam, en association avec Barrie & Jenkins Ltd, London, 1971.
- The Starr Affair, Victor Gollancz, 1954.
- Double Webs, Putnam & Co, 1958.
- Double Agent?, Pan Books Ltd, 1961.
- The Magical Dilemma of Victor Neuburg, W.H. Allen, 1965.
- Shelley, A Biography, Jonathan Cape, 1968.
- Swinburne, A Critical Biography, Chatto & Windus, 1968.
- Sir Francis Bacon: A Biography, East-West Publications, 1981 ; George Mann, 1994.
- The Comte de Saint-Germain, East-West Publications, 1988.
- Blavatsky and Her Teachers, Theosophical Publishing House, 1988.
- Déricourt, The Chequered Spy, Michael Russell, 1989.
- Cats and Other Immortals, Fuller d'Arch Smith, 1992.
- The German Penetration of SOE, George Mann, 1996.
- Espionage as a Fine Art by Henri Dericourt, Michael Russell, 2002.
- Sickert and the Ripper crimes: An investigation into the relationship between the Whitechapel murders of 1888 and the English tonal painter Walter Richard Sickert, Mandrake, 1990 ; 2de édition révisée, 2003.
- Krishnamurti and The Wind, Theosophical Publishing House, 2003.